# Ейклі (Міннесота)
Ейклі (англ. Akeley) — місто (англ. city) в США, в окрузі Габбард штату Міннесота. Населення — 404 особи (2020).

## Географія
Ейклі розташоване за координатами 47°0′2″ пн. ш. 94°43′42″ зх. д. / 47.00056° пн. ш. 94.72833° зх. д. (47.000418, -94.728215).  За даними Бюро перепису населення США в 2010 році місто мало площу 3,88 км², з яких 3,81 км² — суходіл та 0,07 км² — водойми.

## Демографія
Згідно з переписом 2010 року, у місті мешкали 432 особи в 185 домогосподарствах у складі 113 родин. Густота населення становила 111 особа/км².  Було 242 помешкання (62/км²).
Расовий склад населення:
| - 94,9 % — білих - 2,1 % — корінних американців - 0,9 % — азіатів - 0,2 % — чорних або афроамериканців |

До двох чи більше рас належало 1,9 %. Частка іспаномовних становила 1,2 % від усіх жителів.
За віковим діапазоном населення розподілялося таким чином: 23,6 % — особи молодші 18 років, 59,5 % — особи у віці 18—64 років, 16,9 % — особи у віці 65 років та старші. Медіана віку мешканця становила 41,0 року. На 100 осіб жіночої статі у місті припадало 105,7 чоловіків;  на 100 жінок у віці від 18 років та старших — 108,9 чоловіків також старших 18 років.
Середній дохід на одне домашнє господарство  становив 46 891 долар США (медіана — 42 969), а середній дохід на одну сім'ю — 52 516 доларів (медіана — 44 732). Медіана доходів становила 34 063 долари для чоловіків та 41 250 доларів для жінок. За межею бідності перебувало 13,1 % осіб, у тому числі 26,2 % дітей у віці до 18 років та 1,9 % осіб у віці 65 років та старших.
Цивільне працевлаштоване населення становило 198 осіб. Основні галузі зайнятості: освіта, охорона здоров'я та соціальна допомога — 25,8 %, роздрібна торгівля — 21,2 %, оптова торгівля — 12,6 %, мистецтво, розваги та відпочинок — 12,1 %.